# Арбера Сјег
Арбера Сјег (фр. Arbérats-Sillègue) насеље је и општина у југозападној Француској у региону Аквитанија, у департману Атлантски Пиринеји која припада префектури Бајон.
По подацима из 2011. године у општини је живело 296 становника, а густина насељености је износила 55,95 становника/km². Општина се простире на површини од 5 km². Налази се на средњој надморској висини од 126 метара (максималној 153 m, а минималној 60 m).

## Демографија
| 1962. | 1968. | 1975. | 1982. | 1990. | 1999. | 2011. |
| ----- | ----- | ----- | ----- | ----- | ----- | ----- |
| 184   | 175   | 177   | 198   | 222   | 270   | 296   |

График промене броја становника у току последњих година